# Proty
Proty es el nombre de dos personajes ficticios extraterrestres en el Universo DC Comics. El Proty original apareció por primera vez en Adventure Comics #308 (mayo de 1963), mientras que el segundo Proty debutó en Superman's Pal Jimmy Olsen #72 (octubre de 1963).

## Biografía ficticia de los personajes
Según Adventure Comics #334 (1965), una raza llamada Llorn crea una colonia en el planeta en el sistema Antares ya habitado por una raza de animales pacíficos y simples de cierta inteligencia que se asemejan a rocas blandas. Los Llorn etiquetan a estos inteligentes animales autóctonos como "proteanos". Las dos razas viven en armonía durante años hasta que el sol del planeta se vuelve temporalmente inestable. El aumento de la actividad de las manchas solares altera el equilibrio ecológico del planeta, matando a muchos Proteans y Llorn y destruyendo la ciudad colonia. Los Llorn se dan cuenta de que el planeta pronto sufrirá cambios drásticos en el clima y el medio ambiente que harán que el entorno sea inhóspito para ellos. Deciden evacuar pero no pueden traer consigo a toda la raza proteana, ni los proteanos pueden irse solos. Los Llorn utilizan su avanzada tecnología, un "rayo de evolución", transformar a los nativos en proteanos en formas de vida que ahora pueden cambiar su forma y estructura, permitiéndoles sobrevivir a cualquier entorno nuevo que se desarrolle en el planeta. Cuando llegan las inundaciones, los proteanos se convierten en vida de peces. Cuando ocurre una nueva edad de hielo, los proteanos se convierten en animales similares a los osos polares. Cuando necesitan migrar, se convierten en criaturas aladas y vuelan a una nueva ubicación.

### Proty I
Durante el siglo 30, una "bestia proteica" es capturada y llevada a una colección de animales alienígenas. Más tarde es rescatado por la Legión de Super-Héroes, un grupo de adolescentes que protegen a los ciudadanos de los Planetas Unidos. Chameleon Boy, miembro que cambia de forma, adopta a la criatura Protean como mascota, llamándolo "Proty". El afectuoso alienígena resulta útil para la Legión y se vuelve bastante cercano a Saturn Girl, ya que sus habilidades telepáticas le permiten leer sus pensamientos.
El fundador de la Legión, Garth Ranzz, el héroe llamado Lightning Lad, muere. Los científicos del mundo natal de su compañero de equipo Mon-El, Daxam, desarrollan una máquina que puede usar rayos para transferir la fuerza vital de una persona a otra, reviviendo a los muertos recientes pero matando al "donante" en el proceso. Proty lee la mente de Saturn Girl , otra fundadora de la Legión y telépata, y descubre que tiene la intención de sacrificar su vida para revivir a Lightning Lad. Proty la engaña para que se pierda en una cueva, se disfraza de ella y se convierte en el sacrificio que devuelve la vida a Lightning Lad.
Después del crossover Crisis on Infinite Earths de 1985-1986 , la Legión de Super-Héroes se volvió a imaginar como un grupo de personajes más viejos y valientes que viven en un mundo más oscuro de "Cinco años después". La era de "Cinco años después" involucró muchas revelaciones y revisiones de personajes. Una historia publicada en 1992 reveló que el sacrificio original de Proty no resucitó a Garth Rannz, sino que transfirió la fuerza vital y la conciencia de Protean al cuerpo del joven héroe. Ahora habitando el cuerpo de Garth, Proty vivió su vida como Lightning Lad desde ese momento en adelante. Este retcon fue criticado por algunos fanáticos por ser inconsistente con varias historias. Más tarde se indicó que esto era el resultado del enemigo de la Legión, Glorith creando una línea de tiempo alternativa, eliminando la idea del canon de Legion.

### Proty II
Poco después de la muerte de Proty, se muestra que Chameleon Boy tiene otro Protean como mascota. La mascota se llama oficialmente Proty II o Proty Two, pero muchos en la Legión simplemente lo llaman "Proty". Más tarde, Proty II se convierte en miembro de la Legión de Super-Mascotas, un equipo de animales con superpoderes que viven en el siglo XX y fueron formados originalmente por la Legión cuando se necesitaba ayuda animal. La Legión de Supermascotas opera principalmente como seres separados, y solo se unen cuando se requiere su equipo único. A través de la tecnología de viajes en el tiempo, Proty puede unirse a ellos en varias misiones. En las historias de la "Legión adulta" (que tienen lugar más adelante en el futuro, cuando los héroes adolescentes son adultos), Proty II es un miembro de pleno derecho de la Legión y se considera la mascota de Saturn Woman (una versión anterior de Saturn Girl), después de haber tenido una pelea con Chameleon Man (la versión Adult Legion de Chameleon Boy).
A fines de la década de 1970, Proty II desaparece en gran medida de los cómics. En Legión de Super-Héroes vol. 2 # 300 y 301 (1983), se ve brevemente a Proty II, que ya no es una mascota sino un ser consciente independiente al que las nuevas leyes reconocen con plenos derechos como cualquier otro ciudadano de los Planetas Unidos del siglo 30. Ahora trabaja como fotógrafo profesional y prefiere que lo llamen por su "nombre completo" en lugar de simplemente como Proty, ya que no desea que lo confundan con su predecesor. Después de fotografiar el nuevo retrato oficial de la Legión, parece un poco resentido porque el equipo lo consideró una "mascota" en el pasado y hace un comentario sarcástico acerca de que ya no asistirá a las reuniones de la Legión de Super-Mascotas.

### Post-Hora Cero
En la continuidad de la Legión post-Hora Cero, Proty es miembro de la raza proteana, enviada a atacar La Tierra cuando la Legión se enfrentaba a los Cinco Fatales. Los miembros civiles de la Legión se las arreglaron para destruir a todos menos a uno de los proteanos, que fue adoptado como mascota por Lori Morning y llamado "Proty". Durante el crossover Final Crisis, se reveló que la línea de tiempo original de Legión (y por lo tanto las versiones originales de Proty y Proty II) todavía existen en otras partes del multiverso.

### DC Renacimiento
El canon principal de DC Comics se revisó nuevamente en 2016 después de DC: Renacimiento. En el nuevo canon, aparece una versión moderna de Legión de Super-Mascotas en Super Sons Annual #1 (2017). En la historia, una criatura más o menos parecida a Proty es parte del equipo, conocida como Clay Critter. No está claro si se trata de una nueva versión de Proty o una criatura relacionada con Clayface, el personaje de Gotham City.

### DC One Million
El crossover DC One Million presentó a los lectores un posible futuro en el siglo 853, donde muchos sistemas solares fueron defendidos por héroes que llevaron el legado de los héroes de DC de hoy en día o eran descendientes literales, como Justice Legion-A. En DC One Million # 4 (1998), aparecieron animales con superpoderes y se decía que eran "veteranos" de la Legión de la Justicia de Super-Zoomorfos. Luego, una transmisión de noticias indicó que el equipo de animales estaba siendo conducido a la batalla por un ser llamado Proty One Million y otro súper animal llamado Master Mind (posiblemente un descendiente o sucesor del gusano villano Mister Mind), aunque ninguno de los personajes apareció en la historia.
El cómic posterior DC 1 Million 80-Page Giant #1 reveló que en el siglo 853 hay muchos equipos de animales con superpoderes conocidos como Legión ed Super-Familiares, inspirados en la Legión de Super-Mascotas original y supervisados por la Legión de Familiares Ejecutivos. Es posible que la Legión de la Justicia de Super-Zoomorfos sea uno de estos equipos o no esté relacionado.

## Poderes y habilidades
Proty I y II son masas cambia-formas de protoplasma capaces de tomar la forma de cualquier objeto, aunque esto no hace que adquieran todas sus propiedades. Por ejemplo, aunque puedan tomar la forma de Superboy, no pueden obtener sus super-poderes. Ambos Protys tienen un nivel bajo de habilidades telepáticas, lo que les permite leer los pensamientos e incluso tomar la forma del objeto que determinada persona tiene en mente. Proty II en algún momento supo cómo hacer una lengua funcional y laringe, lo que le permitió aprender a hablar; Proty I nunca desarrolló esta habilidad. Ninguno de los Proty necesita aire para respirar, y pueden vivir en el vacío del espacio.

## En otros medios
- Proty aparece en la serie de historietas Tiny Titans.[10]
- Proty aparece en la película animada Legion of Super-Heroes. Esta versión es la mascota de clase de la Academia de la Legión.